# Daniel Barnz

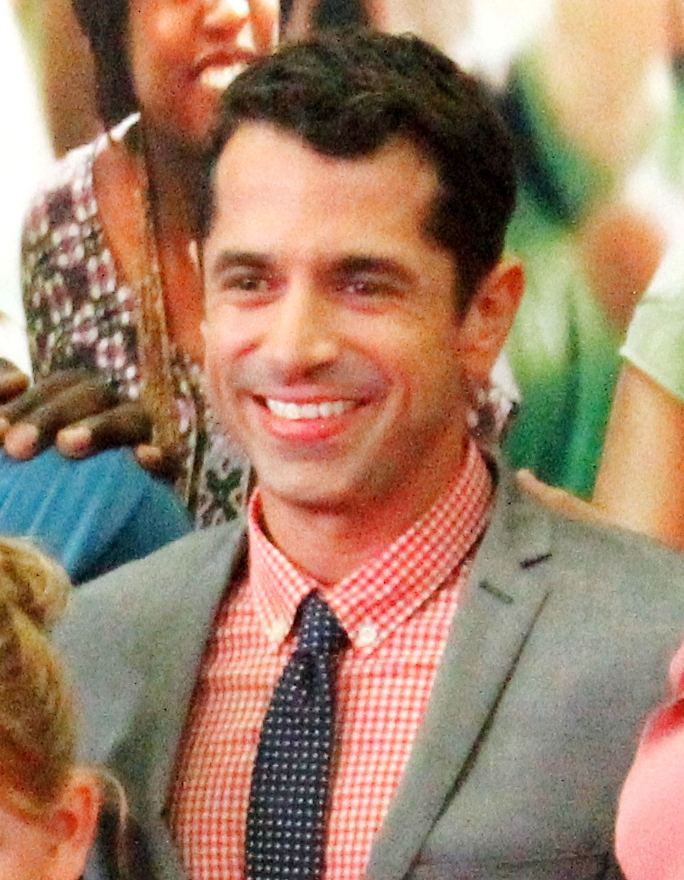
Daniel Barnz

Daniel Barnz (* 1. Januar 1970) ist ein US-amerikanischer Regisseur und Drehbuchautor.

## Biografie
Daniel Barnz wuchs in der Nähe von Philadelphia auf. Er studierte Anglistik an der Yale University und wechselte dann zur University of Southern California, wo er einen Master-Abschluss in Filmproduktion machte. Nach seinem Abschluss versuchte er sich zunächst erfolglos als Drehbuchautor.
2001 erschien mit The Cutting Room ein Kurzfilm von Daniel Barnz. Sein Langfilmdebüt folgte 2008 mit Phoebe im Wunderland. Danach drehte er 2010 den Film Beastly nach einer Vorlage von Alex Flinn. Die Die-Schöne-und-das-Biest-Variante kam jedoch erst 2011 ins Kino. Zu beiden Filmen verfasste er auch das Drehbuch. 2012 folgte das Filmdrama Um Klassen besser. 2021 feierte die erste Staffel von Genera+ion Premiere auf HBO Max Premiere. Barnz zeigte sich für die ersten drei Folgen für die Regie verantwortlich und schrieb für diese Folgen gemeinsam mit seiner Tochter Zelda die Drehbücher. Außerdem war er unter anderem mit seinem Ehemann Ben für die Produktion verantwortlich.

## Filmografie
- 2001: The Cutting Room (Kurzfilm)
- 2008: Phoebe im Wunderland (Phoebe in Wonderland)
- 2011: Beastly
- 2012: Um Klassen besser (Won't Back Down)
- 2014: Cake
- 2021: Genera+ion (Fernsehserie)